# Joculator
Joculator Manza, 1937  é o nome botânico  de um gênero de algas vermelhas pluricelulares da família Corallinaceae, subfamília Corallinoideae.

## Sinonímia
- Corallina  Linnaeus, 1758

## Espécies
- Joculator delicatulus Doty, 1947

= Corallina frondescens Postels & Ruprecht, 1840
- Joculator maximus (Yendo) Manza, 1937

=  Serraticardia maxima (Yendo) P.C. Silva, 1957
- Joculator pinnatifolius Manza, 1937

= Corallina pinnatifolia (Manza) Dawson, 1953